# 149. vestlige længdekreds
Den 149. vestlige længdekreds (eller 149 grader vestlig længde) er en længdekreds, der ligger 149 grader vest for nulmeridianen. Den løber gennem Ishavet, Nordamerika, Stillehavet, det Sydlige Ishav og Antarktis.